# Arthrodesmus subulatus
Arthrodesmus subulatus  là một loài Song tinh tảo trong họ Desmidiaceae, thuộc chi Arthrodesmus.